# 10551 Göteborg
10551 Göteborg è un asteroide della fascia principale. Scoperto nel 1992, presenta un'orbita caratterizzata da un semiasse maggiore pari a 2,9924282 UA e da un'eccentricità di 0,0632925, inclinata di 11,38279° rispetto all'eclittica.